# Campionati mondiali juniores di sci nordico 2024
I Campionati mondiali juniores di sci nordico 2023, 47ª edizione della manifestazione organizzata dalla Federazione internazionale sci e snowboard, si sono tenuti a Planica, in Slovenia, dal 5 all'11 febbraio. Il programma ha incluso gare di combinata nordica, salto con gli sci e sci di fondo, tutte sia maschili sia femminili, e tre gare a squadre miste: una di combinata nordica, una di salto con gli sci e una di sci di fondo.

## Organizzazione e impianti

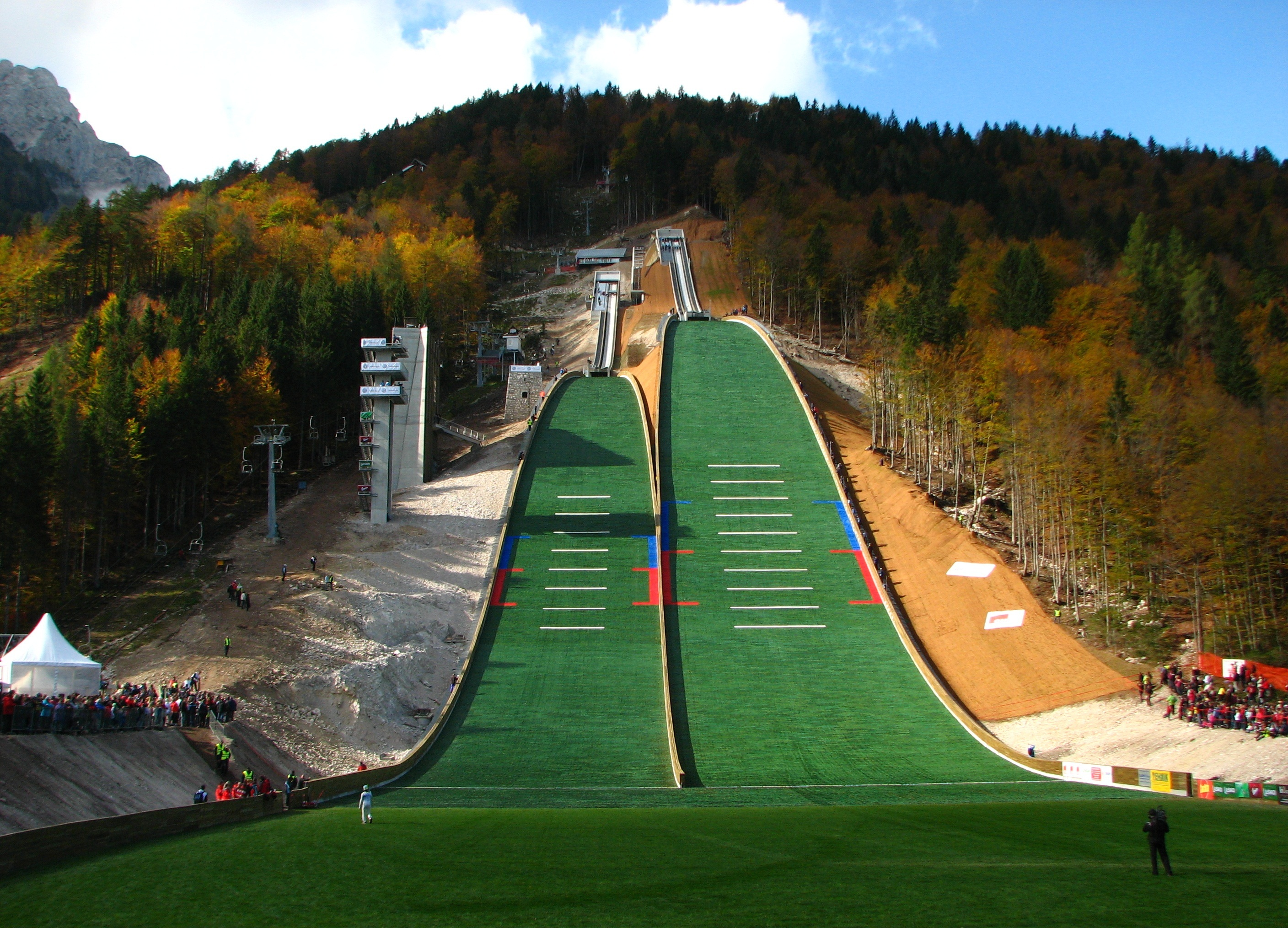
Il trampolino Bloudkova velikanka

Le gare si sono disputate nel Nordijski center Planica, con il trampolino Bloudkova velikanka HS102. In seguito all'invasione russa dell'Ucraina del 2022, gli atleti russi e bielorussi sono stati esclusi dalle competizioni.

## Risultati

### Uomini

#### Combinata nordica

##### Trampolino normale
| Pos. | Atleta                  | Nazione   | Tempo   |
| ---- | ----------------------- | --------- | ------- |
| 1    | Paul Walcher            | Austria   | 25:51,3 |
| 2    | Tristan Sommerfeldt     | Germania  | 26:08,1 |
| 3    | Jens Dahlseide Kvamme   | Norvegia  | 26:10,8 |
| 4    | Richard Stenzel         | Germania  | 26:26,2 |
| 5    | Jonas Fischbacher       | Austria   | 26:26,7 |
| 6    | Jørgen Berget Storsveen | Norvegia  | 26:29,3 |
| 7    | Andreas Gfrerer         | Austria   | 26:26,5 |
| 8    | Jonathan Gräbert        | Germania  | 27:13,7 |
| 9    | Eidar Johan Strøm       | Norvegia  | 27:28,3 |
| 10   | Jiří Konvalinka         | Rep. Ceca | 27:30,2 |

Data: 9 febbraio

Formula di gara: Gundersen NH/10 km

1ª manche:

Ore: 11:30 (UTC+1)

Trampolino: Bloudkova velikanka HS102

2ª manche:

Ore: 15:15 (UTC+1)

Distanza: 10 km

##### Gara a squadre
| Pos. | Nazione   | Atleti                                        | Tempo   |
| ---- | --------- | --------------------------------------------- | ------- |
| 1    | Germania  | Richard Stenzel Tristan Sommerfeldt           | 30:51,6 |
| 2    | Austria   | Jonas Fischbacher Paul Walcher                | 30:56,7 |
| 3    | Norvegia  | Jørgen Berget Storsveen Jens Dahlseide Kvamme | 31:39,0 |
| 4    | Giappone  | Kyotaro Yamazaki Atsushi Narita               | 31:39,5 |
| 5    | Rep. Ceca | Lukáš Doležal Jiří Konvalinka                 | 32:11,5 |
| 6    | Francia   | Lilian Tréand Martin Lubin                    | 32:25,1 |
| 7    | Finlandia | Valtteri Holopainen Herman Happonen           | 32:30,0 |
| 8    | Italia    | Bryan Venturini Manuel Senoner                | 34:01,1 |
| 9    | Polonia   | Jakub Cieslar Andrzej Waliczek                | 34:23,9 |
| 10   | Ucraina   | Oleksandr Šovkoplyas Rostyslav Kiraščuk       | 34:24,1 |

Data: 11 febbraio

Formula di gara: T SP NH/2x7,5 km

1ª manche:

Ore: 9:15 (UTC+1)

Trampolino: Bloudkova velikanka HS102

2ª manche:

Ore: 14:00 (UTC+1)

Distanza: 2x7,5 km

#### Salto con gli sci

##### Trampolino normale
| Pos. | Atleta                | Nazione     | Punti |
| ---- | --------------------- | ----------- | ----- |
| 1    | Stephan Embacher      | Austria     | 266,7 |
| 2    | Erik Belshaw          | Stati Uniti | 265,9 |
| 3    | Adrian Tittel         | Germania    | 259,3 |
| 4    | Simon Steinberger     | Austria     | 254,0 |
| 5    | Tymoteusz Amilkiewicz | Polonia     | 247,9 |
| 6    | Johannes Pölz         | Austria     | 243,8 |
| 7    | Łukasz Łukaszczyk     | Polonia     | 243,6 |
| 8    | Danil Vasil'ev        | Kazakistan  | 242,2 |
| 9    | Jaka Drinovec         | Slovenia    | 239,6 |
| 10   | Yanick Wasser         | Svizzera    | 266,7 |

Data: 8 febbraio

Ore: 17:00 (UTC+1)

Trampolino: Bloudkova velikanka HS102

##### Gara a squadre
| Pos. | Nazione     | Atleti                                                               | Punti |
| ---- | ----------- | -------------------------------------------------------------------- | ----- |
| 1    | Austria     | Simon Steinberger Fabian Held Johannes Pölz Stephan Embacher         | 934,3 |
| 2    | Germania    | Ben Bayer Alex Reiter Jannik Faißt Adrian Tittel                     | 923,6 |
| 3    | Polonia     | Łukasz Łukaszczyk Marcin Wróbel Klemens Joniak Tymoteusz Amilkiewicz | 873,3 |
| 4    | Slovenia    | Žiga Jančar Rok Masle Jaka Drinovec Enej Faletič                     | 864,4 |
| 5    | Svizzera    | Felix Trunz Marius Sieber Juri Kesseli Yanick Wasser                 | 862,4 |
| 6    | Stati Uniti | Erik Belshaw Jason Colby Sawyer Graves Tate Frantz                   | 830,3 |
| 7    | Norvegia    | Johannes Årdal Karl Einar Kleppa Fabian Østvold Isak Andreas Langmo  | 823,0 |
| 8    | Finlandia   | Tuomas Meis Tuomas Kinnunen Tomas Kuisma Vilho Palosaari             | 805,8 |
| 9    | Kazakistan  | Il'šat Kadyrov Il'ja Mizernych Danil Vasil'ev Svjatoslav Nazarenko   | 390,0 |
| 10   | Francia     | Faustin Moureaux Sébastien Woodbrige Ari Repellin Julien Gay         | 374,3 |

Data: 10 febbraio

Ore: 16:30 (UTC+1)

Trampolino: Bloudkova velikanka HS102

#### Sci di fondo

##### 10 km
| Pos. | Atleta           | Nazione  | Tempo   |
| ---- | ---------------- | -------- | ------- |
| 1    | Alvar Myhlback   | Svezia   | 23:05,9 |
| 2    | Isai Näff        | Svizzera | 23:58,3 |
| 3    | Mons Melbye      | Norvegia | 24:02,7 |
| 4    | Jørgen Nordhagen | Norvegia | 24:05,6 |
| 5    | Niclas Steiger   | Svizzera | 24:06,6 |
| 6    | Filip Skari      | Norvegia | 24:29,9 |
| 7    | Anton Grahn      | Svezia   | 24:30,0 |
| 8    | Lars Heggen      | Norvegia | 24:30,7 |
| 9    | Elias Danielsson | Svezia   | 24:40,9 |
| 10   | Gabriele Matli   | Italia   | 24:52,1 |

Data: 9 febbraio

Ore: 11:45 (UTC+1)

Tecnica classica

##### 20 km
| Pos. | Atleta           | Nazione     | Tempo   |
| ---- | ---------------- | ----------- | ------- |
| 1    | Jørgen Nordhagen | Norvegia    | 47:35,9 |
| 2    | Aksel Artusi     | Italia      | 49:47,1 |
| 3    | Davide Ghio      | Italia      | 49:51,5 |
| 4    | Filip Skari      | Norvegia    | 50:00,6 |
| 5    | Isai Näff        | Svizzera    | 50:05,3 |
| 6    | Alvar Myhlback   | Svezia      | 50:32,7 |
| 7    | Gabriele Matli   | Italia      | 50:50,6 |
| 8    | Teo Galli        | Italia      | 51:31,1 |
| 9    | Jack Lange       | Stati Uniti | 51:44,3 |
| 10   | Jonatan Lindberg | Svezia      | 51:48,7 |

Data: 7 febbraio

Ore: 13:30 (UTC+1)

Tecnica libera

Partenza in linea

##### Sprint
| Pos. | Atleta           | Nazione   |
| ---- | ---------------- | --------- |
| 1    | Lars Heggen      | Norvegia  |
| 2    | Anton Grahn      | Svezia    |
| 3    | Jonatan Lindberg | Svezia    |
| 4    | Isai Näff        | Svizzera  |
| 5    | Teo Galli        | Italia    |
| 6    | Silvan Hauser    | Svizzera  |
| 7    | Jiří Tuž         | Rep. Ceca |
| 8    | Filip Skari      | Norvegia  |
| 9    | Erik Bergström   | Svezia    |
| 10   | Aksel Artusi     | Italia    |

Data: 5 febbraio

Qualificazioni:

Ore: 11:00 (UTC+1)

Finale:

Ore: 13:30 (UTC+1)

Tecnica libera

### Donne

#### Combinata nordica

##### Trampolino normale
| Pos. | Atleta              | Nazione     | Tempo   |
| ---- | ------------------- | ----------- | ------- |
| 1    | Minja Korhonen      | Finlandia   | 15:24,7 |
| 2    | Alexa Brabec        | Stati Uniti | 15:26,2 |
| 3    | Ronja Loh           | Germania    | 15:35,7 |
| 4    | Yuzuka Fujiwara     | Giappone    | 15:56,6 |
| 5    | Ingrid Låte         | Norvegia    | 15:58,6 |
| 6    | Kai McKinnon        | Stati Uniti | 16:04,7 |
| 7    | Hazuki Ikeda        | Giappone    | 16:14,1 |
| 8    | Anna-Sophia Gredler | Austria     | 16:17,2 |
| 9    | Sofia Eggensberger  | Germania    | 16:26,9 |
| 10   | Anne Häckel         | Germania    | 16:28,v |

Data: 9 febbraio

Formula di gara: Gundersen NH/5 km

1ª manche:

Ore: 9:30 (UTC+1)

Trampolino: Bloudkova velikanka HS102

2ª manche:

Ore: 14:30 (UTC+1)

Distanza: 5 km

##### Gara a squadre
| Pos. | Nazione     | Atlete                          | Tempo   |
| ---- | ----------- | ------------------------------- | ------- |
| 1    | Giappone    | Hazuki Ikeda Yuzuka Fujiwara    | 22:22,9 |
| 2    | Stati Uniti | Alexa Brabec Kai McKinnon       | 22:23,6 |
| 3    | Austria     | Anna-Sophia Gredler Laura Pletz | 22:50,8 |
| 4    | Finlandia   | Heta Hirvonen Minja Korhonen    | 23:16,8 |
| 5    | Germania    | Anne Häckel Ronja Loh           | 23:43,7 |
| 6    | Italia      | Greta Pinzani Giada Delugan     | 23:45,5 |
| 7    | Slovenia    | Manca Kobentar Tia Malovrh      | 24:01,0 |
| 8    | Norvegia    | Nora Helene Evans Ingrid Låte   | 24:16,2 |

Data: 10 febbraio

Formula di gara: T SP NH/2x4,5 km

1ª manche:

Ore: 10:00 (UTC+1)

Trampolino: Bloudkova velikanka HS102

2ª manche:

Ore: 15:00 (UTC+1)

Distanza: 2x4,5 km

#### Salto con gli sci

##### Trampolino normale
| Pos. | Atleta                     | Nazione   | Punti |
| ---- | -------------------------- | --------- | ----- |
| 1    | Tina Erzar                 | Slovenia  | 266,3 |
| 2    | Julia Mühlbacher           | Austria   | 250,9 |
| 3    | Taja Bodlaj                | Slovenia  | 247,9 |
| 4    | Kurumi Ichinohe            | Giappone  | 242,3 |
| 5    | Veronika Jenčová           | Rep. Ceca | 241,9 |
| 6    | Sina Arnet                 | Svizzera  | 238,4 |
| 7    | Alvine Holz                | Germania  | 235,1 |
| 8    | Klára Ulrichová            | Rep. Ceca | 234,2 |
| 9    | Kjersti Græsli             | Norvegia  | 233,9 |
| 10   | Ingvild Synnøve Midtskogen | Norvegia  | 232,2 |

Data: 7 febbraio

Ore: 17:00 (UTC+1)

Trampolino: Bloudkova velikanka HS102

##### Gara a squadre
| Pos. | Nazione     | Atlete                                                                      | Punti |
| ---- | ----------- | --------------------------------------------------------------------------- | ----- |
| 1    | Slovenia    | Ajda Košnjek Jerica Jesenko Taja Bodlaj Tina Erzar                          | 906,5 |
| 2    | Giappone    | Yuzuki Satō Mei Hasegawa Riko Iwasaki Kurumi Ichinohe                       | 791,9 |
| 3    | Germania    | Anna-Fay Scharfenberg Kim Amy Duschek Megi Lou Schmidt Alvine Holz          | 786,1 |
| 4    | Austria     | Sahra Schuller Meghann Wadsak Sara Pokorny Julia Mühlbacher                 | 768,9 |
| 5    | Svizzera    | Emely Torazza Celina Wasser Simone Buff Sina Arnet                          | 753,7 |
| 6    | Italia      | Camilla Henni Comazzi Anna Senoner Martina Zanitzer Noelia Vuerich          | 735,8 |
| 7    | Norvegia    | Ingvild Synnøve Midtskogen Mathilde Årva Selbekk Marie Liane Kjersti Græsli | 715,7 |
| 8    | Polonia     | Natalia Słowik Sara Tajner Wiktoria Przybyła Pola Bełtowska                 | 697,8 |
| 9    | Stati Uniti | Estella Hassrick Sandra Sproch Alexa Brabec Josie Johnson                   | 337,3 |
| 10   | Finlandia   | Aino Kanervala Alva Thors Heta Hirvonen Emilia Vidgren                      | 318,6 |

Data: 9 febbraio

Ore: 17:00 (UTC+1)

Trampolino: Bloudkova velikanka HS102

#### Sci di fondo

##### 10 km
| Pos. | Atleta                          | Nazione     | Tempo   |
| ---- | ------------------------------- | ----------- | ------- |
| 1    | Evelina Crusell                 | Svezia      | 26:40,1 |
| 2    | Gina del Rio                    | Andorra     | 26:48,6 |
| 3    | Anniken Sand                    | Norvegia    | 27:03,5 |
| 4    | Milla Grosberghaugen Andreassen | Norvegia    | 27:23,2 |
| 5    | Oline Vestad                    | Norvegia    | 27:27,2 |
| 6    | Samantha Smith                  | Stati Uniti | 27:30,4 |
| 7    | Iris De Martin Pinter           | Italia      | 27:31,9 |
| 8    | Eva Ingebrigtsen                | Norvegia    | 27:37,9 |
| 9    | Charlotte Böhme                 | Germania    | 27:46,1 |
| 10   | Mira Göransson                  | Svezia      | 27:49,1 |

Data: 9 febbraio

Ore: 10:00 (UTC+1)

Tecnica classica

##### 20 km
| Pos. | Atleta                 | Nazione     | Tempo   |
| ---- | ---------------------- | ----------- | ------- |
| 1    | Maria Gismondi         | Italia      | 52:48,3 |
| 2    | Anniken Sand           | Norvegia    | 53:00,3 |
| 3    | Gina del Rio           | Andorra     | 53:09,3 |
| 4    | Evelina Crusell        | Svezia      | 53:16,3 |
| 5    | Eva Ingebrigtsen       | Norvegia    | 53:20,2 |
| 6    | Hanna Engesæter Sørbye | Norvegia    | 53:25,1 |
| 7    | Ava Thurston           | Stati Uniti | 53:32,5 |
| 8    | Zuzanna Fujak          | Polonia     | 53:35,6 |
| 9    | Iris De Martin Pinter  | Italia      | 53:39,9 |
| 10   | Léonie Perry           | Francia     | 53:42,4 |

Data: 7 febbraio

Ore: 11:15 (UTC+1)

Tecnica libera

Partenza in linea

##### Sprint
| Pos. | Atleta                          | Nazione     |
| ---- | ------------------------------- | ----------- |
| 1    | Gina del Rio                    | Andorra     |
| 2    | Samantha Smith                  | Stati Uniti |
| 3    | Milla Grosberghaugen Andreassen | Norvegia    |
| 4    | Helene Ekrheim Haugen           | Norvegia    |
| 5    | Iris De Martin Pinter           | Italia      |
| 6    | Erica Lavén                     | Svezia      |
| 7    | Maria Gismondi                  | Italia      |
| 8    | Evelina Crusell                 | Svezia      |
| 9    | Mina Sofie Kjærås Moland        | Norvegia    |
| 10   | Katja Veit                      | Germania    |

Data: 5 febbraio

Qualificazioni:

Ore: 10:30 (UTC+1)

Finale:

Ore: 13:00 (UTC+1)

Tecnica libera

### Misto

#### Combinata nordica

##### Gara a squadre
| Pos. | Atleta      | Nazione                                                                | Tempo   |
| ---- | ----------- | ---------------------------------------------------------------------- | ------- |
| 1    | Germania    | Richard Stenzel Anne Häckel Ronja Loh Tristan Sommerfeldt              | 41:26,5 |
| 2    | Giappone    | Kyotaro Yamazaki Hazuki Ikeda Yuzuka Fujiwara Atsushi Narita           | 41:53,7 |
| 3    | Norvegia    | Even Leinan Lund Ingrid Låte Nora Helene Evans Jørgen Berget Storsveen | 42:28,7 |
| 4    | Austria     | Jonas Fischbacher Anna-Sophia Gredler Katharina Gruber Paul Walcher    | 43:06,5 |
| 5    | Francia     | Martin Lubin Marion Droz Vincent Romane Baud Lilian Tréand             | 43:06,9 |
| 6    | Finlandia   | Herman Happonen Nonna Laitinen Heta Hirvonen Valtteri Holopainen       | 44:24,0 |
| 7    | Stati Uniti | Skyler Amy Kai McKinnon Alexa Brabec Caleb Zuckerman                   | 44:37,2 |
| 8    | Italia      | Eros Consolati Greta Pinzani Giada Delugan Manuel Senoner              | 44:50,6 |
| 9    | Slovenia    | Lovro Dovžan Tia Malovrh Teja Pavec Urban Zajec                        | 46:17,8 |

Data: 7 febbraio

1ª manche:

Ore: 9:45 (UTC+1)

Trampolino: Bloudkova velikanka HS102

2ª manche:

Ore: 15:45 (UTC+1)

2 frazioni da 5 km

2 frazioni da 2,5 km

#### Salto con gli sci

##### Gara a squadre
| Pos. | Nazione     | Atleti                                                                          | Punti |
| ---- | ----------- | ------------------------------------------------------------------------------- | ----- |
| 1    | Austria     | Julia Mühlbacher Johannes Pölz Sahra Schuller Stephan Embacher                  | 930,2 |
| 2    | Slovenia    | Taja Bodlaj Jaka Drinovec Tina Erzar Rok Masle                                  | 926,3 |
| 3    | Germania    | Anna-Fay Scharfenberg Jannik Faißt Alvine Holz Adrian Tittel                    | 910,5 |
| 4    | Svizzera    | Emely Torazza Felix Trunz Sina Arnet Yanick Wasser                              | 882,9 |
| 5    | Stati Uniti | Sandra Sproch Tate Frantz Josie Johnson Erik Belshaw                            | 873,2 |
| 6    | Norvegia    | Kjersti Græsli Karl Einar Kleppa Ingvild Synnøve Midtskogen Isak Andreas Langmo | 864,8 |
| 7    | Rep. Ceca   | Klára Ulrichová Daniel Skarka Veronika Jenčová Josef Buchar                     | 842,5 |
| 8    | Giappone    | Yuzuki Satō Masaki Nakamura Kurumi Ichinohe Asahi Sakano                        | 826,7 |
| 9    | Francia     | Lilou Zepchi Ari Repellin Mathilde Bacconnier Julien Gay                        | 382,8 |
| 10   | Finlandia   | Alva Thors Tuomas Kinnunen Heta Hirvonen Vilho Palosaari                        | 371,5 |

Data: 11 febbraio

Ore: 15:30 (UTC+1)

Trampolino: Bloudkova velikanka HS102

#### Sci di fondo

##### Staffetta
| Pos. | Nazione     | Atleti                                                                    | Tempo   |
| ---- | ----------- | ------------------------------------------------------------------------- | ------- |
| 1    | Svezia      | Anton Grahn Mira Göransson Alvar Myhlback Evelina Crusell                 | 50:35,2 |
| 2    | Norvegia    | Mons Melbye Anniken Sand Jørgen Nordhagen Milla Grosberghaugen Andreassen | 50:49,1 |
| 3    | Italia      | Davide Ghio Iris De Martin Pinter Aksel Artusi Maria Gismondi             | 51:20,3 |
| 4    | Stati Uniti | Zachary Jayne Samantha Smith Jack Lange Ava Thurston                      | 51:35,0 |
| 5    | Francia     | Milhan Laissus Léonie Perry Charly Deuffic Heidi Convard                  | 52:08,7 |
| 6    | Germania    | Tom Emilio Wagner Charlotte Böhme Philipp Moosmayer Katja Veit            | 52:35,5 |
| 7    | Svizzera    | Niclas Steiger Nadia Steiger Isai Näff Ramona Schöpfer                    | 52:39,5 |
| 8    | Rep. Ceca   | Jiří Tuž Anna Marie Jaklová David Pěsta Anna Milerská                     | 53:45,1 |
| 9    | Austria     | Tobias Ganner Heidi Bucher Kilian Kehrer Maike Bogner                     | 54:11,1 |
| 10   | Finlandia   | Niilo Mäkinen Nora Kytäjä Jalmari Bergqvist Silva Kemppi                  | 54:38,9 |

Data: 11 febbraio

Ore: 10:00 (UTC+1)

2 frazioni da 5 km a tecnica classica

2 frazioni da 5 km a tecnica libera

## Medagliere per nazioni
| Pos. | Nazione     | Oro | Argento | Bronzo | Totale |
| ---- | ----------- | --- | ------- | ------ | ------ |
| 1    | Austria     | 4   | 2       | 1      | 7      |
| 2    | Svezia      | 3   | 1       | 1      | 5      |
| 3    | Norvegia    | 2   | 2       | 6      | 10     |
| 4    | Germania    | 2   | 2       | 4      | 8      |
| 5    | Slovenia    | 2   | 1       | 1      | 4      |
| 6    | Andorra     | 1   | 2       | 0      | 3      |
| 6    | Giappone    | 1   | 2       | 0      | 3      |
| 8    | Italia      | 1   | 1       | 2      | 4      |
| 9    | Finlandia   | 1   | 0       | 0      | 1      |
| 10   | Stati Uniti | 0   | 4       | 0      | 4      |
| 11   | Svizzera    | 0   | 1       | 0      | 1      |
| 12   | Polonia     | 0   | 0       | 1      | 1      |